# ماثيو ماكونهي
ماثيو ديفيد ماكونهي (بالإنجليزية: Matthew McConaughey)‏ من مواليد 4 نوفمبر 1969، هو ممثل ومخرج أمريكي، حظي بالانتباه لأول مرة بعد دوره الثانوي في فيلم اليافعين الكوميدي مذهول ومحتار عام 1993، إذ اعتقد العديد من الناس بأن هذا الدور هو الذي شهره. بعد أدائه لعدد من الأدوار الثانوية في الأفلام، من ضمنها ملائكة في أقصى الملعب، ومجزرة منشار تكساس الجيل الجديد عام 1994، اشتهر بأدائه الخارق كممثل رئيسي في فيلم الدراما القانونية وقت للقتل عام 1996، وتبع ذلك أداؤه الرئيسي في عدة أدوار أخرى، مثل فيلم الخيال العلمي اتصال عام 1997 وفيلم الدراما التاريخية أميستاد عام 1997 وفيلم الدراما الكوميدية فتيان نيوتن عام 1998 وفي الفيلم الكوميدي الساخر إي دي تي في عام 1999 والفيلم الحربي يو- 571عام 2000 والفيلم النفسي المثير الضعف عام 2001.
في العقد الأول من القرن الحادي والعشرين، أصبح ماكونهي معروفًا بشكل كبير في تمثيله لأدوار البطولة في الكوميديا الرومنسية، من ضمنها فيلم منظم حفلات الزفاف عام 2001 وفيلم كيف تخسرين رجلًا في 10 أيام عام 2003 وفيلم فشل الانطلاق عام 2006 وفيلم ذهب الأبله عام 2008 وفيلم أشباح صديقات الماضي عام 2009، جاعلًا إياه رمزًا للإغراء. بعد عامين من الاستراحة من تمثيل الأفلام، بدأ ماكونهي في الظهور بأدوار أكثر درامية، كدوره في فيلم الدراما القانونية محامي عائلة لينكن عام 2011. اشتهر أيضًا بأدوار ثانوية مثل فيلم بيرني عام2011 ومايك الساحر عام 2012 وذئب وول ستريت عام 2013 وأدوار البطولة في فيلم القاتل جو عام2011 وماد عام 2012.
صوّر ماكونهي دور شخصية رون وودروف، كراعي بقر مصاب بالإيدز في فيلم السيرة الذاتية نادي دالاس للمشترين عام 2013، الذي حقق له ثناءً واسع النطاق والعديد من الجوائز وأوسمة الشرف، بما في ذلك جائزة الأوسكار لأفضل ممثل. في عام 2014، مثّل دور شخصية روست كوهل في فيلم المحقق الفذ في الموسم الأول من سلسلة مسلسلات إنثولوجيا الجريمة التي عُرضت على الشبكة التلفزيونية الأمريكية إتش بي أو، والذي رُشِّح بسببه لجائزة إيمي لأوقات الذروة (أو جائزة إيمي برايم تايم) لأفضل ممثل بارز في المسلسلات الدرامية. كسبت أدواره التي لعبها في الأفلام في ذلك الوقت درجات متفاوتة من النجاح التجاري والنقدي، من ضمنها فيلم بين النجوم عام 2014 وبحر الأشجار عام 2015 وفيلم ولاية جونز الحرة عام 2016 وفيلم الذهب عام 2016 وفيلم برج الظلام عام 2017، إضافة لأعماله الصوتية في فيلم كوبو والسلسلتان عام 2016 وفيلم هواة الغناء عام 2017.

## النشأة
ولد ماثيو ديفيد ماكونهي في 4 نوفمبر عام 1969 في مدينة أفايلد في ولاية تكساس. والدته ماري كاثلين «كاي / كي ماك» (ماكابي)، معلمة رياض أطفال سابقة، وكاتبة وناشرة مستقلة، وهي التي علمته، ويعود أصلها إلى مدينة ترينتون  عاصمة ولاية نيوجيرسي الأمريكية. والده هو جيمس دونالد «جيم» ماكونهي، ولد في ولاية مسيسيبي عام1929، ونشأ في ولاية لويزيانا التي أدار فيها عملًا في تمديدات الأنابيب النفطية، ولعب لصالح فريق كينتاكي ويلد كاتس الجامعي لكرة القدم، وفريق هيوستن كوغارس الجامعي. في عام 1953، سُحب جيم في الجولة رقم 27 من فريق غرين باي باكرز في الدوري الوطني لكرة القدم الأمريكية «إن إف إل»، وأُخرج قبل أن يبدأ الموسم، ولم يلعب بعدها أي مباراة اتحادية رسمية في الدوري الوطني لكرة القدم الأمريكية.
تزوج والدا ماكونهي ثلاث مرات بعد أن تطلقا لمرتين. لدى ماثيو شقيقان أكبر منه، هما مايكل وباتريك (الذي تبناه والداه). لُقب مايكل بلقب «روستير، أي الشخص المغرور»، وأصبح مليونيرًا بجهوده الشخصية، إذ لعب دور البطولة في المسلسل الوثائقي نادي تكساس الغربي للمُموّلين الذي عُرض على قناة «سي إن بي سي» الإخبارية، وفي عام 2018،  كان -مع الممثل واين غيليمان الذي أخذ لقب «بوتش، أي الشخص الوحشي»- أحد نجوم البرنامج التلفزيوني الواقعي روستير وبوتش الذي عُرض على قناة «إيه وإي» التلفزيونية. تعود أصول سلالة ماكونهي إلى كل من إنجلترا وألمانيا وإيرلندا واسكتلندا والسويد، وبعض الجذور الأيرلندية العائدة لمقاطعتي كافان- موناغان، وهو قريب القائد العسكري الكونفدرالي اللواء داندريدغ ماكراي. نشأ ماثيو على العقيدة الميثودية.
انتقل ماكونهي إلى مدينة لونغفيو في ولاية تكساس عام 1980، ودرس في المدرسة الثانوية الموجودة في المدينة. وعاش في مدينة وارنيرفال في ولاية نيوساوث ويلز في أستراليا لمدة عام، كطالب روتاري في برنامج التبادل الطلابي عام 1988. درس في جامعة تكساس في مدينة أوستن، حيث انضم إلى منظمة دلتا تاو دلتا الأخوية (منظمة مجتمع، أو نادي للرجال، ترتبط معا بمعتقدات دينية أو علمانية مختلفة الأهداف)، بدأ في خريف عام 1989 وتخرج في ربيع عام 1993 حاصلًا على شهادة البكالوريوس في علوم الراديو والتلفزيون والأفلام. تغيرت خطته الأساسية لارتياد جامعة ساوثرن ميثوديست منذ أن أخبره أحد أخويه بأن تكاليف محاضرات هذه الجامعة الخاصة ستكون عبئًا على ميزانية العائلة. وخطط أيضًا لارتياد كلية الحقوق بعد التخرج من كليته، إلا أنه أدرك بأنه لم يكن مهتمًا بأن يصبح محاميًا.

## الحياة الخاصة

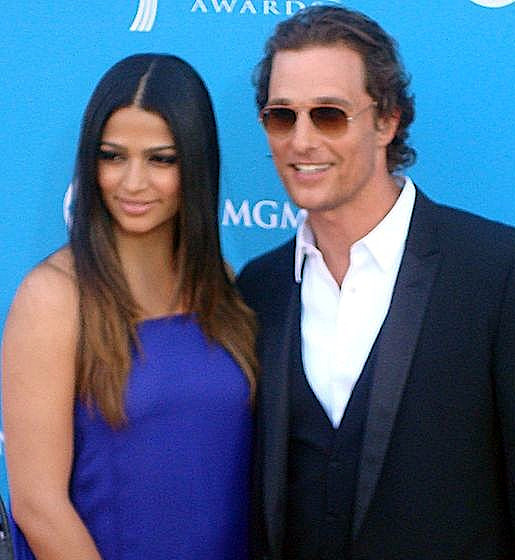
ماكونهي وزوجته كاميلا ألفيز في 2010

في عام 2006 التقى ماكونهي بعارضة الأزياء البرازيلية كاميلا ألفيز. أصبح الاثنان مخطوبان في 25 دسمبر 2011، وتزوجا في 9 يونيو 2012 في مدينة أوستن، تكساس. لديهما ثلاثة أبناء: ليفي ألفيز ماكونهي (ولد في 7 يوليو 2008)، ليفينغستون ألفيز ماكونهي (ولد في 28 ديسمبر 2012)، وإبنتهما فيدا ألفيز ماكونهي (ولدت في 3 يناير 2010).

## الأوسكار
حاز ماثيو على جائزة الأوسكار لأفضل ممثل عام 2013 عن دوره في فيلم نادي دالاس للمشترين، واستلم جائزته في حفل توزيع جوائز الأوسكار السادس والثمانون.

## الأعمال

### أفلام
| السنة | عنوان الفيلم               | عنوان الفيلم                 | الدور                     | ملاحظات ومراجع     |
| السنة | بالعربية                   | بالإنجليزية                  | الدور                     | ملاحظات ومراجع     |
| ----- | -------------------------- | ---------------------------- | ------------------------- | ------------------ |
| 1996  | وقت للقتل                  | A Time to Kill               | جيك بريغانس               | [ 22 ]             |
| 1997  | أميستاد                    | Amistad                      | روجر شيرمان بولدوين       | [ 23 ]             |
| 1997  | اتصال                      | Contact                      | بالمر جوس                 | [ 24 ]             |
| 2000  | يو-571                     | U-571                        | الملازم أندرو تايلر       | [ 25 ]             |
| 2001  | منظم حفلات الزفاف          | The Wedding Planner          | الدكتور ستيفن جيمس اديسون | [ 26 ]             |
| 2002  | عهد النار                  | Reign of Fire                | دينتن فان زان             | [ 27 ]             |
| 2003  | كيف تخسرين رجلاً في 10 أيام | How to Lose a Guy in 10 Days | بنجامين باري              | [ 28 ]             |
| 2005  | صحاري                      | Sahara                       | ديرك بيت                  | المنتج المنفذ أيضا |
| 2005  | اثنان من أجل المال         | Two for the Money            | براندون لانغ              | [ 30 ]             |
| 2006  | فشل الانطلاق               | Failure to Launch            | تريب                      | [ 31 ]             |
| 2006  | نحن مارشال                 | We Are Marshall              | جاك لانيال                | [ 32 ]             |
| 2008  | الرعد الاستوائي            | Tropic Thunder               | ريك "بيكر" بيك            | [ 33 ]             |
| 2008  | ذهب الأبله                 | Fool's Gold                  | بن "فين" فينيغان          | [ 34 ]             |
| 2009  | أشباح صديقات الماضي        | Ghosts of Girlfriends Past   | كونور ميد                 | [ 35 ]             |
| 2011  | محامي عائلة لينكن          | The Lincoln Lawyer           | مايكي هولر                | [ 36 ]             |
| 2011  | القاتل جو                  | Killer Joe                   | جو كوبر                   | [ 37 ] [ 38 ]      |
| 2012  | ماد                        | Mud                          | ماد                       | [ 39 ]             |
| 2013  | نادي دالاس للمشترين        | Dallas Buyers Club           | رون وودروف                | [ 40 ]             |
| 2013  | ذئب وول ستريت              | The Wolf of Wall Street      | مارك هانا                 | [ 41 ]             |
| 2014  | بين النجوم                 | Interstellar                 | جوزيف "كوب" كوبر          | [ 42 ]             |
| 2016  | ولاية جونز الحرة           | Free State of Jones          | نيوتن نايت                | [ 43 ]             |
| 2016  | كوبو والسلسلتان            | Kubo and the Two Strings     | الخنفساء هانزو (صوت)      | [ 44 ]             |
| 2016  | غَنِّ                         | Sing                         | باستر موون (صوت)          | [ 45 ]             |
| 2016  | ذهب                        | Gold                         | كيني ويلز                 | [ 46 ] [ 47 ]      |
| 2017  | برج الظلام                 | The Dark Tower               | والتر باديك               | [ 48 ] [ 49 ]      |

## مواقع خارجية
- ماثيو ماكونهي على موقع IMDb (الإنجليزية)
- ماثيو ماكونهي على موقع ميتاكريتيك (الإنجليزية)
- ماثيو ماكونهي على موقع الموسوعة البريطانية (الإنجليزية)
- ماثيو ماكونهي على موقع روتن توميتوز (الإنجليزية)
- ماثيو ماكونهي على موقع مونزينجر (الألمانية)
- ماثيو ماكونهي على موقع قاعدة بيانات الأفلام العربية
- ماثيو ماكونهي على موقع ألو سيني (الفرنسية)
- ماثيو ماكونهي على موقع ميوزك برينز (الإنجليزية)
- ماثيو ماكونهي على موقع تيرنر كلاسيك موفيز (الإنجليزية)
- ماثيو ماكونهي على موقع أول موفي (الإنجليزية)